# Црвивци
Црвивци (мкд. Црвивци) су насеље у Северној Македонији, у западном делу државе. Црвивци припадају општини Кичево.

## Географија
Насеље Црвивци је смештено у западном делу Северне Македоније. Од најближег већег града, Кичева, насеље је удаљено 6 km северно.
Црвивци припадају горњем делу историјске области Кичевија. Село је положено у средишњем делу Кичевског поља, а источно се издиже планина Человица. Надморска висина насеља је приближно 640 метара.
Клима у насељу је умерено континентална.

## Становништво
Црвивци су према последњем попису из 2002. године имали 1.725 становника.
Већинско становништво су Албанци (98%).
Претежна вероисповест месног становништва је ислам.